# Отпущение грехов (фильм, 1978)
«Отпуще́ние грехо́в» (англ. Absolution) — кинофильм. Фильм был снят в 1978 году, но вышел на экраны только в 1981 из-за отсутствия прокатчика.

## Сюжет
Ученик католической школы Бенджи Стэнфилд признаётся на исповеди отцу Годдару, что он случайно убил своего друга Блэки и похоронил его в лесу. Проводя собственное расследование, Годдар обнаруживает вместо тела закопанное чучело. Поняв, что с ним сыграли злую шутку, священник возмущён, но, тем не менее, не может наказать Стэнфилда, не нарушив тайну исповеди.
Вскоре после инцидента, Бенджи, исповедуясь Годдару, рассказывает, что то, что раньше было шуткой, теперь стало реальностью, и священник действительно находит в лесу труп Блэки. Дело осложняется ещё и тем, что один из учеников, Артур Дайсон, также друг Стэнфилда, таинственным образом исчез.

## В ролях
- Ричард Бартон — отец Годдар
- Доминик Гард — Бенджи Стэнфилд
- Дэй Брэдли — Артур Дайсон
- Билли Коннолли — Блэки
- Роберт Эдди — Коули